# نخست‌وزیر تایلند
نخست‌وزیر تایلند (تایلندی: นายกรัฐมนตรี، آرتی‌جی‌اس: Nayok Ratthamontri, تلفظ nā:.jók rát.tʰā.mōn.trī:؛ با ترجمهٔ تحت‌اللفظی «وزیر ارشد دولت») رئیس دولت تایلند است. نخست‌وزیر تایلند رئیس کابینه تایلند نیز هست. این پست از زمان انقلاب ۱۹۳۲ که کشور به سلطنت مشروطه تبدیل شد، وجود داشته است. قبل از کودتای ۲۰۱۴، نخست‌وزیر با رأی اکثریت ساده در مجلس نمایندگان تایلند تایلند نامزد می‌شد و سپس توسط پادشاه تایلند منصوب می‌شد و به‌نام پادشاه سوگند یاد می‌کرد. انتخاب مجلس معمولاً بر این اساس است که یا نخست‌وزیر رهبر بزرگ‌ترین حزب سیاسی در مجلس سفلی باشد یا رهبر بزرگ‌ترین ائتلاف احزاب. بر اساس قانون اساسی ۲۰۱۷، نخست‌وزیر می‌تواند بیش از هشت سال، متوالی یا غیر متوالی، این سمت را در اختیار داشته باشد. نخست‌وزیر فعلی پائونگ‌ترن شیناواترا است که جانشین نخست‌وزیر موقت فومتام ویچایچای شد که از ۱۴ اوت ۲۰۲۴ پس از برکناری سرتا تاویسین سرمایه‌دار تایلندی، به مدت دو روز فعالیت کرد.